# 24709 Mitau
24709 Mitau è un asteroide della fascia principale. Scoperto nel 1991, presenta un'orbita caratterizzata da un semiasse maggiore pari a 3,0496044 UA e da un'eccentricità di 0,1544111, inclinata di 2,62835° rispetto all'eclittica.